# Tordai György
Tordai György, Trepper Dezső György (Gyöngyös, 1920. május 26. – Budapest, 1964. szeptember 1.) író, filozófiatörténész.

## Élete
Apja Trepper Jenő, a Gyöngyösi Könyvnyomda és Papírkereskedés Részvénytársaság ügyvezető-igazgatója, anyja Balla Hajnalka volt. A Gyöngyösi Állami Elemi Fiú és Leányiskolában, majd a Gyöngyösi Állami Gimnáziumban és a Katolikus Mezőgazdasági Iskolában tanult. Utóbbiban 1938-ban érettségi vizsgát tett. A második világháború idején behívták munkaszolgálatra. Felsőfokú tanulmányait az Eötvös Loránd Tudományegyetemen végezte, ahol 1955-ben szerzett diplomát. 1956 és 1962 között a Gödöllői Agrártudományi Egyetem marxizmus–leninizmus tanszéket vezette, majd haláláig a Marxizmus-Leninizmus Esti Egyetemen és az Építőipari és Közlekedési Műszaki Egyetem Filozófia és Tudományos Szocializmus Tanszékének docense volt. Magyar filozófiatörténettel foglalkozott. Regényeiben magyar kultúrtörténeti témákat dolgozott fel.
Első házastársa Dékány Ibolya volt, akit 1945. szeptember 11-én Gyöngyösön vett nőül. 1952-ben elváltak. Második felesége Weiszer Irén volt (1954-től).

## Főbb művei
- Horarik János (filozófiatörténeti monográfia, Budapest, 1954)
- Ubryk Borbála története (regény, Budapest, 1957)
- Pernyét hord a szél (életrajzi regény, Budapest, 1959)